# (55276) Kenlarner
(55276) Kenlarner (2001 SK10) – planetoida z pasa głównego asteroid okrążająca Słońce w ciągu 3,77 lat w średniej odległości 2,42 j.a. Odkryta 16 września 2001 roku.